# Matcha (Tayikistán)
Matcha (ruso: Матча (Маччо, Масчо, Мастчох), tr: Matcha (Machcho, Mascho, Mastchoj)), es el nombre que toma una región montañosa de Tayikistán a lo largo del río Zeravshan, conocida anteriormente como el Beydato de Matcha. Matcha es también el nuevo Raión de Dilvarzin en las estepas que hay en el camino entre Judzhan y Taskent, formado por la emigración de los habitantes de la montañosa Matcha hacia la estepa en 1956, a territorios vírgenes irrigados para el cultivo del algodón. En el curso de esta emigración organizada por el régimen soviético, perecieron varios miles de personas.[cita requerida]
En Matcha hay diferentes poblados llamados Kishalk en la zona de Madrushkent y Oburdon.

## Historia del Beydato de Matcho
En los tiempos del Imperio ruso, el beydato Matcho se integra en el óblast de samarkanda, en el Turquestán ruso, pero no estuvo incluido en el Emirato de Bujará. Las autoridades zaristas le dieron al Beydato el autogobierno, dándole status autónomo.
Después de la revolución de octubre en 1917, los líderes del Beydato se negaron a reconocer el régimen Soviético y declararon la independencia, con el reconocimiento de Inglaterra, Estados Unidos y Afganistán.
Matcha durante largo tiempo fue una plaza fuerte del bandidismo, y la completa subordinación del valle al régimen soviético se alcanzó en la década de 1930.